# ناحیه وهاری
ناحیه وهاری (به انگلیسی: Vehari District) یکی از ناحیه‌های پاکستان است که در پنجاب واقع شده‌است. ناحیه وهاری ۴٬۳۶۴ کیلومتر مربع مساحت و ۲٬۸۹۷٬۴۴۶ نفر جمعیت دارد.